# Малая Шапковка
Малая Шапковка (укр. Мала Шапківка) — село, Кондрашовский сельский совет, Купянский район, Харьковская область.
Население по переписи 2001 года составляет 77 (33/44 м/ж) человек.

## Географическое положение
Село Малая Шапковка находится на расстоянии в 2 км от реки Купянка (левый берег) и в 5-и км от реки Оскол.
На расстоянии в 2 км расположены сёла Великая Шапковка, Кондрашовка и Тищенковка.
Рядом проходит автомобильная дорога Т-2109.
В 2-х км находится железнодорожная станция Шапковка.

## История
- 1895 — дата основания.

## Экономика
- Молочно-товарная ферма.